# Skyttstennäs
Skyttstennäs är en bebyggelse i Skogs-Tibble socken i Uppsala kommun, Uppsala län belägen cirka 3 km söder om Järlåsa. SCB har avgränsat bebyggelsen till en småort sedan 1995. Vid avgränsningen 2020 delades bebyggelsen upp i två småorter, denna för den bebyggelsen i södra delen och Skyttstennäs norr för bebyggelsen i den norra delen.